# Schattendorf
Schattendorf est une commune autrichienne du district de Mattersburg dans le Burgenland.

## Jumelage
- Rohrdorf (Allemagne) depuis 2003

1. ↑  « Einwohnerzahl 1.1.2018 nach Gemeinden mit Status, Gebietsstand 1.1.2018 », Statistik Austria (en) (consulté le 9 mars 2019)